# Beatrice Allen

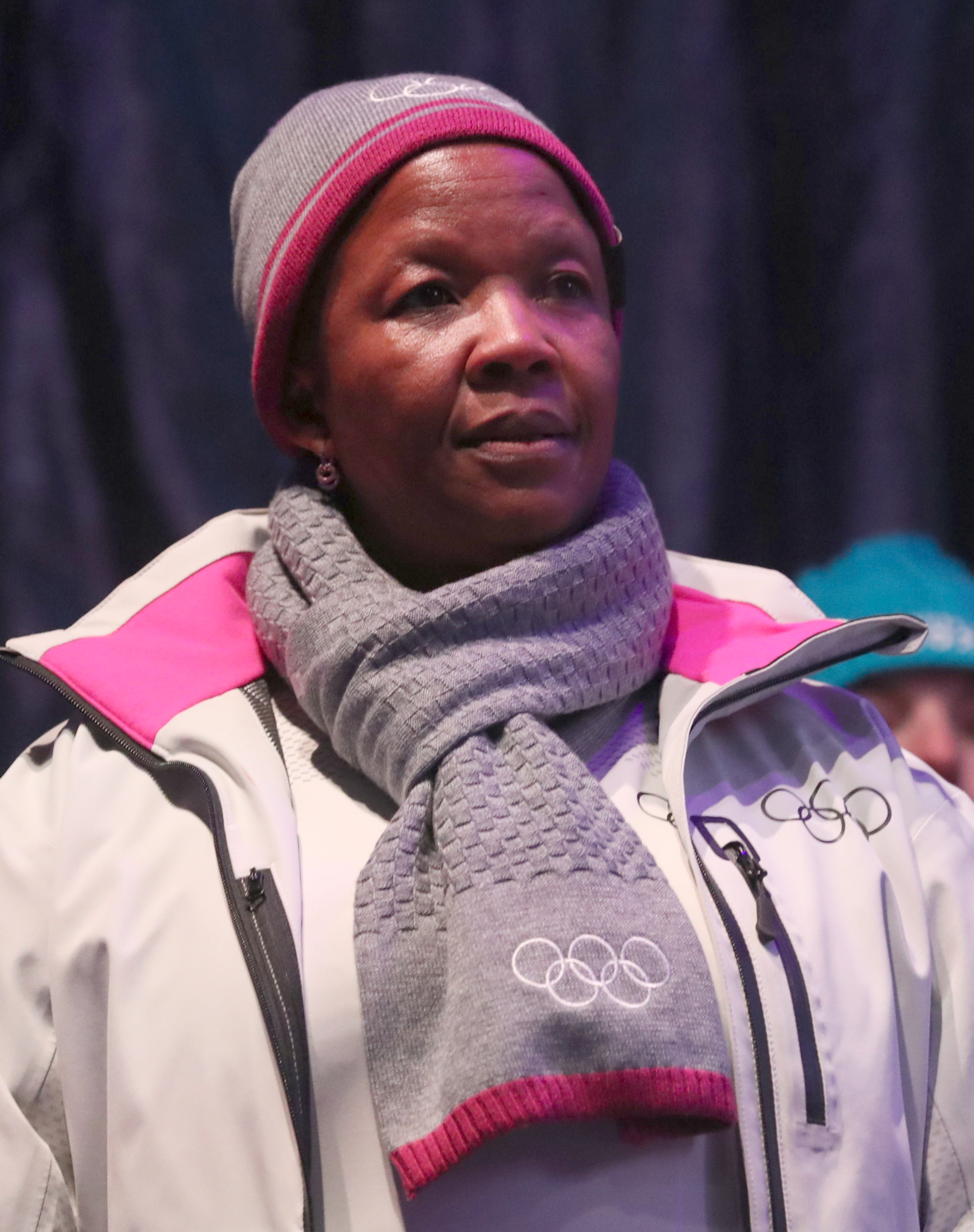
Beatrice Allen (2020)

Beatrice Allen (* 8. August 1950) ist eine gambische Sportfunktionärin.

## Leben
Allen erwarb einen Bachelor of Arts in Internationaler Entwicklung, ein Diplom in Gender und Entwicklung und ein Diplom in Gender Responsive Project Implementation und erwarb ein Zertifikat in der Ausbildung von Gender-Trainern.
Unter verschiedene Funktionen war sie ab 1974 bis 1989 beim Entwicklungsprogramm der Vereinten Nationen (UNDP) in Gambia tätig. Von 1990 bis 2002 war sie Nationale Referentin des UNDP und 2003 Beraterin/Koordinatorin bei National Trade Fair. Von 2004 bis 2010 war sie als Exekutivdirektorin bei Trade & Investment Promotion tätig.
Allen ist Vizepräsidentin des Gambia National Olympic Committee (GNOC), dem sie seit 2001 angehört, und Mitglied im Internationalen Olympischen Komitee (IOC), in das sie am 10. Februar 2006 gewählt wurde. Zuvor war sie im Direktorium der Gambian Chamber of Commerce and Industry (GCCI). Nach der Organisation der Generalversammlung der Association of National Olympic Committees of Africa (ANOCA) in Gambia im Jahr 2003 trat sie die Nachfolge von Fatou Bensouda als Vorsitzende des GNOC-Ausschusses für Frauen und Sport an. Außerdem übernahm sie das Amt der Präsidentin der The Gambia Softball Association (heute Gambia Baseball Softball Federation).
In den folgenden Jahren war sie in verschiedenen IOC-Kommissionen tätig: Frauen und Sport (2004–2015), Kultur und olympische Erziehung (2008–2015), Koordination für die Spiele der XXXI. Olympiade Rio 2016 (2010–2016), olympische Erziehung (ab 2015) und Frauen im Sport (ab 2015). Sie wurde 2017 in die IOC-Kommission für öffentliche Angelegenheiten und soziale Entwicklung durch Sport berufen.
Gemäß der IOC-Charta endete ihre Mitgliedschaft als IOC-Mitglied Ende 2020, mit Ablauf des Kalenderjahres, in dem sie 70 Jahre wurde.
Nachdem Allen jahrelang Vizepräsidentin des Gambia National Olympic Committee (GNOC) war, wurde sie im November 2021 zur Präsidentin gewählt.

## Mitgliedschaften
- Mitglied des Lions Club of Cape Point
- Mitglied der Special Olympics (Gambia)
- Präsidentin des National Olympic Committee of Gambia
- Mitglied der Frauen- und Sportkommission des Committee of Gambia
- Ehrenmitglied der Gambia Softball Association
- Ehrenmitglied der Gambia Golf Association
- Ehrenmitglied der ANOCA Zone II
- 1. Vizepräsidentin der World Baseball Softball Confederation

## Auszeichnungen und Ehrungen
- 2012 – Auszeichnung für das Lebenswerk im Sport von der The Sports Journalists Association of The Gambia.[9]
- 2021 – Ehrenmitglied des IOC und die Medaille des Olympischen Ordens[6]